# Tetrisia
Tetrisia es un género de insectos heterópteros de la familia Plataspidae. El mismo nombre fue publicado por el mismo autor cuatro meses más tarde aplicándolo a una polilla, Tetrisia, haciendo este nombre inválido para el género de polillas.

## Especies
- Tetrisia bruchoides Walker, 1867
- Tetrisia vacca Webb, 2004